# Tu Youyou
Tu Youyou (屠呦呦S, Tú YōuyōuP; Ningbo, 30 dicembre 1930) è una chimica cinese, vincitrice del premio Nobel per la medicina del 2015.

## Contributi scientifici
È nota in particolare per aver isolato dall'artemisia annuale un principio attivo da lei denominato nel 1972 qinghaosu (青蒿素S, qīnghāosùP), in seguito battezzato in Occidente artemisinina. Tu Youyou ha lavorato su un'erba medicinale utilizzata nella medicina tradizionale cinese per curare la malaria. Gli estratti della pianta venivano ottenuti bollendo la pianta in acqua; questo però rompeva il debole legame O-O, modificando la molecola, per cui gli estratti non mostravano particolare efficacia. Tu Youyou ha invece condotto queste estrazioni a bassa temperatura, riuscendo ad ottenere la molecola senza rompere il legame. Tale molecola è oggi alla base di numerosi farmaci antimalarici.

## Riconoscimenti
Il Nobel le è stato assegnato il 5 ottobre 2015 per le sue ricerche sulla malaria; assieme a lei il premio è stato assegnato a William C. Campbell e Satoshi Ōmura per i loro studi sulle infezioni causate sui parassiti intestinali. È la prima persona di origini cinesi e ad aver lavorato esclusivamente in Cina a vincere questo premio. Particolarmente significativo è anche il fatto che la sua ricerca non sia stata pubblicata, inizialmente, su una rivista scientifica particolarmente importante.